# Eriosema spicatum
Eriosema spicatum är en ärtväxtart som beskrevs av Joseph Dalton Hooker. Eriosema spicatum ingår i släktet Eriosema och familjen ärtväxter.

## Underarter
Arten delas in i följande underarter:
- E. s. collinum
- E. s. spicatum